# リベルタンゴ (アル・ディ・メオラのアルバム)
『リベルタンゴ』（原題：The Grande Passion）は、アメリカ合衆国のギタリスト、アル・ディ・メオラが2000年に発表したスタジオ・アルバム。

## 背景
収録曲のうち3曲はアストル・ピアソラのカヴァーで、ディ・メオラは過去にも『ワールド・シンフォニア』（1991年）、『ハート・オブ・ジ・イミグランツ』（1993年）といったアルバムでピアソラの作品を取り上げた。本作のレコーディングではトロント交響楽団が起用され、ディ・メオラは2003年のインタビューにおいて、テラーク移籍後のアルバムについて振り返った際、本作に関しては「よりオーケストラを重視したレコード」と位置づけている。

## 反響・評価
『ビルボード』のコンテンポラリー・ジャズ・アルバム・チャートでは24位に達した。
Judith Schlesingerはオールミュージックにおいて5点満点中4点を付け、アルバムの全体像に関して「異国の優れた映画のロマンティックなサウンドトラックを彷彿とさせ、素晴らしい瞬間が多々ある」、収録曲「オパス・イン・グリーン」に関して「極めてリターン・トゥ・フォーエヴァー的」と評している。また、トッド・S・ジェンキンスはAll About Jazzにおいて「ジャズ、ワールドミュージック、クラシックといった要素を継ぎ目なく融合した刺激的なタペストリーを織り込んでおり、それらの要素が、フラメンコに影響を受けた、素早く動き回るメロディ・ラインによって均一化されている」、収録曲「ミステリオ」に関して「バロック的な厳粛さ、インド音楽的なドローン、スペイン的な憂い、現代オーケストラの迫力が、一つの傘の下に提示されている」と評している。

## 収録曲
特記なき楽曲はアル・ディ・メオラ作曲。
1. ミステリオ - "Misterio" - 7:53
2. ダブル・コンチェルト - "Double Concerto" (Ástor Piazzolla) - 5:58
3. プレリュード:アダージョ・フォー・テレサ - "Prelude: Adagio for Theresa" (Al Di Meola, Mario Parmisano) - 1:21
4. ザ・グランド・パッション - "The Grande Passion" - 9:05
5. アジア・デ・キューバ - "Asia de Cuba" - 8:58
6. 孤独 - "Soledad" (Á. Piazzolla) - 7:37
7. オパス・イン・グリーン - "Opus in Green" - 10:20
8. リベルタンゴ - "Libertango" (Á. Piazzolla) - 5:07
9. アズカー - "Azucar" - 3:13

## 参加ミュージシャン
- アル・ディ・メオラ - アコースティック・ギター(#3を除く全曲)、パーカッション(on #1, #4, #5)、アコースティック・ベース・ギター(on #4)、オーケストラ・アレンジ
- ハーナン・ロメロ - アコースティック・ギター(on #1, #6)、チャランゴ(on #4)、ボーカル(on #4)
- マリオ・パルミサーノ - ピアノ(on #1, #2, #4, #5, #6, #7, #8)、オーケストラ・アレンジ
- ジョン・パティトゥッチ - アコースティック・ベース・ギター(on #1, #5)
- アルト・トゥンクボヤシアン - ボーカル(on #1)、パーカッション(on #8, #9)
- Gilad Dobrecky - パーカッション(on #2, #4, #5, #8)
- ガンビ・オーティス - コンガ(on #4, #5)
- マイク・モスマン - トランペット(on #5)
- オスカー・フェルドマン - テナー・サクソフォーン(on #5)
- トロント交響楽団(on #1, #2, #3, #4, #6)
- ファブリツィオ・フェスタ - アディショナル・オーケストレーション、オーケストラ指揮(on #1, #2, #3, #4, #6)